# (7912) Лаповок
(7912) Лаповок (лат. Lapovok) — типичный астероид главного пояса, открыт 8 августа 1978 года советским астрономом Николаем Черных в Крымской астрофизической обсерватории и 24 января 2000 года назван в честь специалиста в области радиоэлектроники Якова Лаповка.

## Обнаружение и именование
(7912) Лаповок
Открыт 8 августа 1978 года в Крымской астрофизической обсерватории Н. С. Черных.
Яков Семёнович Лаповок (р. 1932) — радиоинженер и изобретатель, учёный секретарь музея А. С. Попова при Санкт-Петербургском электротехническом университете. Его имя и голос известны радиолюбителям во всём мире.
Оригинальный текст (англ.)7912 Lapovok
Discovered 1978 Aug. 8 by N. S. Chernykh at the Crimean Astrophysical Observatory.
Yakov Semenovich Lapovok (b. 1932) is a radio engineer and inventor, scientific secretary of the A. S. Popov Museum at St. Petersburg Electrotechnical University. His name and voice are known to radio amateurs throughout the world.
Источники: 20000124/MPCPages.arc; M.P.C. 38197.

## Орбита

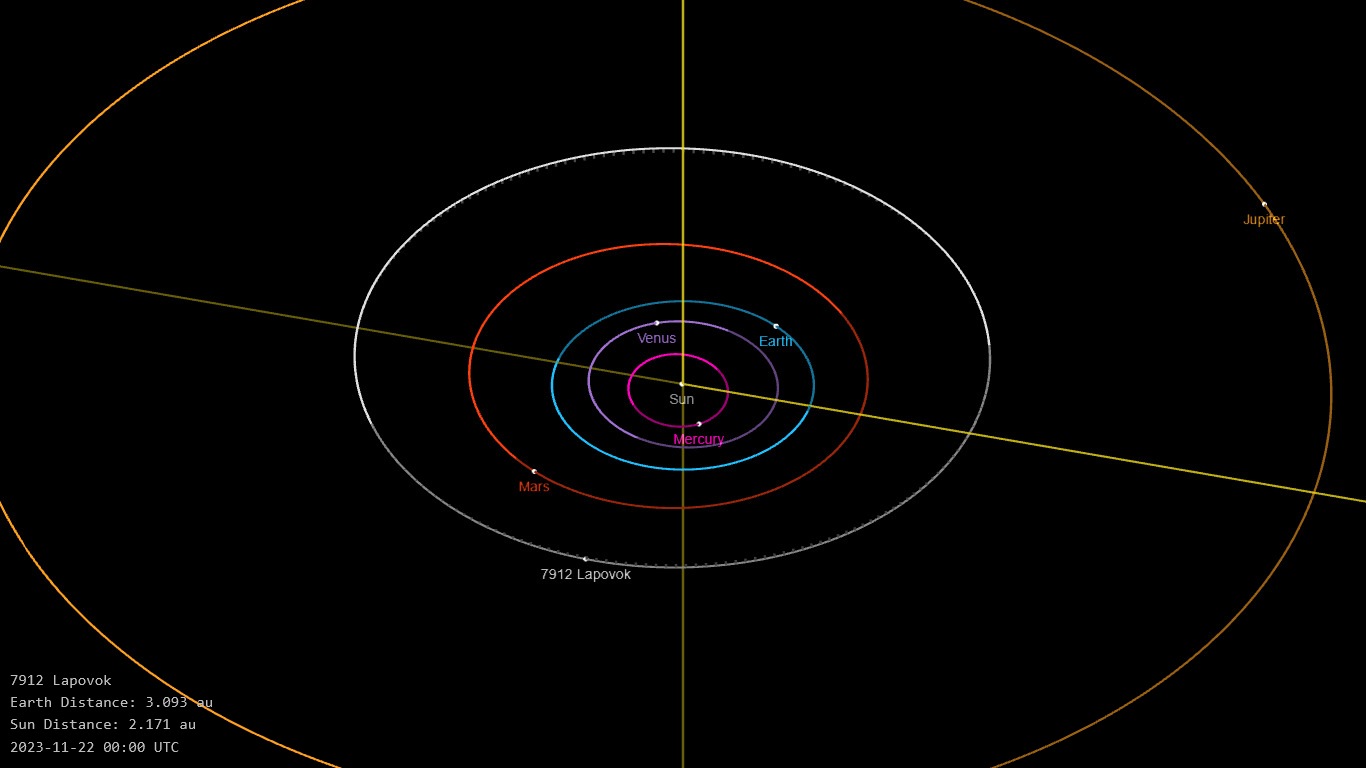
Орбита астероида Лаповок и его положение в Солнечной системе

## Физические характеристики
Астероид относится к таксономическому классу S.
По результатам наблюдений в видимом и ближнем инфракрасном диапазоне космического телескопа NEOWISE диаметр астероида оценивался равным 7,701±0,088 км, 7,7±0,8 км, 8,75±3,26 км, 8,406±2,194 км и 6,595±1,173 км, 8,33±2,11 км, 7,51±1,99 км и 8,59±2,58 км. Согласно тем же источникам альбедо оценивается как 0,0666±0,0125, 0,07±0,01, 0,04±0,03, 0,0550±0,0323 и 0,0849±0,0331, 0,067±0,013, 0,046±0,028, 0,066±0,070, и 0,050±0,035.